# Edom

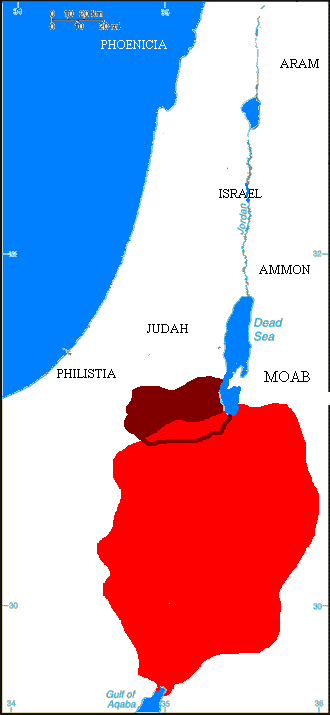
Kolorem jasnoczerwonym zaznaczono granice Edomu w okresie największego rozwoju terytorialnego (ok. 600 p.n.e.), kolorem ciemnoczerwonym przybliżone granice późniejszej Idumei

Edom – kraina historyczna leżąca na terenie dzisiejszego Izraela i Jordanii, zamieszkiwana przez Edomitów. W X w. p.n.e. czasowo podbita przez Izrael. Praojcem Edomitów był Ezaw, który był bratem ojca Izraelitów – Jakuba (Izraela).
Stolicą Edomu była Petra, z języka greckiego "skała".

## Edom w Biblii
Potoki Edomu obrócą się w smołę, a proch jego w siarkę; ziemia jego stanie się smołą płonącą. Nie zagaśnie ni w nocy, ni w dzień, jej dym wznosić się będzie ciągle. Kraj pozostanie opustoszały z pokolenia w pokolenie, po wiek wieków nikt go nie przemierzy. Pelikan i jeż go posiądą, puchacz i kruk go zamieszkają; Pan rozciągnie nad nim sznur nicości i ołowianki opustoszenia. <Kozły się w nim zadomowią>. Nie będzie jego dostojników ani królestwa tam nie obwołają, wszyscy jego książęta będą niczym. Ciernie wyrosną w jego pałacach, pokrzywy i osty w jego warowniach; będzie to nora szakali, dziedziniec strusich samic.

## Historia Edomu
W XII wieku p.n.e. Edom był niegościnną, jałową krainą rozciągającą się od południowych wybrzeży Morza Martwego, do portu Ejlat nad Morzem Czerwonym, po obu stronach uskoku tektonicznego Ar-Araba. Biegły przez nią ważne szlaki handlowe łączące Palestynę z Egiptem i Arabią.
Ok. 1300 p.n.e. Edomici (pochodzący według Biblii od Ezawa), będący odłamem koczujących na obrzeżach Pustyni Syryjsko-Arabskiej Aramejczyków, uderzyli na mieszkańców pogórza Seir (nazwa wymienna z Edomem), Chorytów (być może chodzi o Hurytów) i osiedlili się na ich ziemiach. Utworzyli związek plemienny złożony z 14 klanów edomickich i 7 klanów choryckich, któremu przewodzili królowie elekcyjni. Drugi z kolei król Edomu – Jobab – był przez tradycję żydowską i chrześcijańską utożsamiany z bohaterem biblijnej Księgi Hioba. Po osiedleniu się w Seirze Edomici zaczęli mówić dialektem języka kananejskiego. Ich bogiem plemiennym był Kaus (inaczej Kos).
Od czasów żydowskich królów Saula i Dawida Edom prowadził ciągłe wojny z Izraelem.
O Edom zabiegali Żydzi chcąc zapewnić sobie bezpośrednią drogę do Egiptu. W odwecie mieszkańcy tej krainy, parli na północ pożądając żyznych ziem należących do Izraelitów.
W VI wieku p.n.e. Edomici opuszczają swe rozległe państwo i osiedlają się na południu Izraela. Prawdopodobnie z powodu arabskich i nabatejskich najazdów, małej żyzności pustynnych gleb i tego, że w roku 586 p.n.e. król babiloński Nabuchodonozor II pobił Żydów i uprowadził ich rzesze w niewolę (zob. Niewola babilońska). Zdobyte praktycznie bez walki ziemie na początku VI wieku p.n.e. Idumejczycy musieli zacząć bronić swych ziem od 538 roku p.n.e. z chwilą gdy król perski Cyrus II po zdobyciu Babilonu, pozwolił Izraelitom wrócić do swojej ojczyzny.
W Imperium Perskim (potem Palestyna znalazła się w państwie Ptolemejskim i Seleukidzkim) Idumejczycy i Żydzi nie mogli prowadzić otwartych wojen. Nie przeszkadzało to jednak obu narodom wzajemnie się nienawidzić. Po sukcesie powstania Machabeuszy w 141 roku p.n.e. Izrael, mógł wreszcie rozprawić się z odwiecznym wrogiem. W roku 126 p.n.e. żydowska dynastia Hasmoneuszy ostatecznie podbija Edom i przyłącza ją do państwa izraelskiego. Hasmoneusze narzucili pokonanym swoje obyczaje i wierzenia.